# Pietro Lombardi
Pietro Lombardi (ur. 6 czerwca 1922 w Bari, zm. 5 października 2011 tamże) – włoski zapaśnik. Złoty medalista olimpijski z Londynu.
Walczył w obu stylach, jednak sukcesy międzynarodowe odnosił w stylu klasycznym. Zawody w 1948 roku były jego pierwszymi igrzyskami olimpijskimi, triumfował w stylu klasycznym w wadze muszej (do 52 kg). Brał udział również w IO 52. Dwukrotnie był brązowym medalistą mistrzostw świata (1950 i 1955). Mistrzem Włoch zostawał w obu stylach: klasycznym (1946, 1947, 1948, 1949, 1950 i 1952) oraz wolnym (1947, 1949 i 1951).